# Pseudohoplia
Pseudohoplia är ett släkte av skalbaggar. Pseudohoplia ingår i familjen Melolonthidae.
Kladogram enligt Catalogue of Life:
| Pseudohoplia | \| \| Pseudohoplia campestris \| \| \| \| \| \| Pseudohoplia gabriellina \| \| \| \| \| \| Pseudohoplia shibatai \| \| \| \| |
|              | \| \| Pseudohoplia campestris \| \| \| \| \| \| Pseudohoplia gabriellina \| \| \| \| \| \| Pseudohoplia shibatai \| \| \| \| |
|              | Pseudohoplia campestris |
|              | |
|              | Pseudohoplia gabriellina |
|              | |
|              | Pseudohoplia shibatai |
|              | |